# La Mainada
La Mainada és una obra de Valls (Alt Camp) protegida com a Bé Cultural d'Interès Local.

## Descripció
Edifici situat entre mitgeres al carrer Sant Antoni. Es tracta d'una construcció de quatre plantes, planta baixa, dos pisos i golfes. Ha sofert intervencions recents que han configurat la seva fesomia. Destaquen alguns elements puntuals com són les portes d'accés de pedra allindanades, una de les quals amb llinda de fusta i els brancals amb el perfil en xamfrà. Tota la façana presenta una simetria clara, ritme que ve donat per les obertures, la majoria d'aquestes totalment reconstruïdes. Destaquen, però, les reixes de ferro forjat que emmarquen la volada del primer pis, on es pot veure la data 1782, que coincidiria també amb l'època de la llinda de fusta. La façana és coronada per una barbacana.